# Литания Пресвятой Деве Марии
Лита́ния Пресвятой Деве Марии — католическая молитва к Богородице, построенная в форме литании. Одна из семи литаний, одобренных Церковью для всеобщего использования. Называется также Лоретанской литанией по названию Лоретанского монастыря — центра паломничества, посвящённого Деве Марии.

## История
Многочисленные литании к Богородице были известны с первых веков христианства.
Лоретанская литания складывалась постепенно на протяжении XV—XVI веков паломниками в Лорето, скорее всего на основании одной из древних восточных литаний. Первая запись литании в виде, близком к современному, датируется 1558 годом. В 1587 году Папа Сикст V одобрил литанию. Несколько дополнительных молитвенных воззваний были добавлены к литании различными Папами на протяжении последующих столетий. В частности, в 2020 году Папа Франциск добавил к литании три новых воззвания: «Mater misericordiae» («Матерь милосердия») после «Mater Ecclesiae» («Матерь Церкви»), «Mater spei» («Матерь надежды») после «Mater Divinae gratiae» («Матерь Благодати Божией») и «Solacium migrantium» («Утешение мигрантов») после «Refugium peccatorum» («Убежище для грешников»).

## Использование
Литания Пресвятой Деве Марии распевалась (ныне (с 1968) читается) респонсорно наподобие версикулов: первое полустишие провозглашает священник (целебрант), второе (responsum, «ответ») — приход; например: (священник): «Матерь Христова!», (приход): «Молись о нас!».
Обычно литания читается в мае, когда Церковь особо чтит Богородицу, а также в первые субботы каждого месяца и в праздники, посвящённые Деве Марии. Кроме того, Лоретанская литания часто используется для личной молитвы.

## Текст литании
KYRIE ELEISON
- Господи, помилуй.
- Христе, помилуй.
- Господи, помилуй.
- Христе, внемли нам.
- Христе, услышь нас.

PATER DE CAELIS
- Отче Небесный, Боже, помилуй нас.
- Сын, Искупитель мира, Боже, помилуй нас.
- Дух Святой, Боже, помилуй нас.
- Святая Троица, единый Боже, помилуй нас.

ЛИТАНИИ
- Святая Мария, молись о нас (Sancta Maria, ora pro nobis).
- Святая Богородица, молись о нас.
- Святая Дева над девами, молись о нас.
- Матерь Христова, молись о нас.
- Матерь Церкви, молись о нас.
- Матерь благодати Божьей, молись о нас.
- Матерь нетленная, молись о нас.
- Матерь пречистая, молись о нас.
- Матерь целомудренная, молись о нас.
- Матерь непорочная, молись о нас.
- Матерь прелюбимая, молись о нас.
- Матерь предивная, молись о нас.
- Матерь доброго совета, молись о нас.
- Матерь Сотворителя, молись о нас.
- Матерь Спасителя, молись о нас.
- Матерь Милосердия, молись о нас[2].
- Дева премудрая, молись о нас.
- Дева досточтимая, молись о нас.
- Дева достославная, молись о нас.
- Дева всесильная, молись о нас.
- Дева милосердная, молись о нас.
- Дева верная, молись о нас.
- Зерцало справедливости, молись о нас.
- Престол мудрости, молись о нас.
- Источник нашей радости, молись о нас.
- Святыня Духа Святого, молись о нас.
- Святыня славы Божьей, молись о нас.
- Святыня глубокой набожности, молись о нас.
- Роза таинственная, молись о нас.
- Башня Давида, молись о нас.
- Башня из слоновой кости, молись о нас.
- Дом драгоценнейший, молись о нас.
- Хранилище Завета, молись о нас.
- Дверь небесная, молись о нас.
- Звезда утренняя, молись о нас.
- Болящим исцеление, молись о нас.
- Грешникам прибежище, молись о нас.
- Скорбящим утешение, молись о нас.
- Верным помощь, молись о нас.
- Царица ангелов, молись о нас.
- Царица патриархов, молись о нас.
- Царица пророков, молись о нас.
- Царица апостолов, молись о нас.
- Царица мучеников, молись о нас.
- Царица исповедников, молись о нас.
- Царица девственниц, молись о нас.
- Царица всех святых, молись о нас.
- Царица, без первородного греха зачатая, молись о нас.
- Царица, на небо взятая, молись о нас.
- Царица святого Розария, молись о нас.
- Царица семей, молись о нас
- Царица мира, молись о нас.

AGNUS DEI
- Агнец Божий, берущий на Себя грехи мира, прости нас, Господи.
- Агнец Божий, берущий на Себя грехи мира, услышь нас, Господи.
- Агнец Божий, берущий на Себя грехи мира, помилуй нас, Господи.

ЗАКЛЮЧЕНИЕ
- Моли о нас, Святая Богородица (заключительный версикул)
- Да удостоимся исполнения Христовых обещаний (ответ паствы).

Помолимся. Господи Боже! Благоволи дать нам здоровье души и тела и покровительством Пресвятой Богородицы избавь нас от зла на земле и одари вечной радостью на небе. Через Христа,Господа нашего. Аминь.
Стандартные (формульные) мелодические распевы Лоретанской литании можно найти в «Liber usualis» (букв. — «Обиходная книга») (1857).